# Ростокино (район на Москва)
Ростокино е административен район на Североизточен окръг в Москва.